# 俄羅斯入侵烏克蘭的合法性
2022年俄羅斯入侵烏克蘭違反了國際法（包括《聯合國憲章》）。根據國際刑事法和一些國家的國內刑法典，包括烏克蘭和俄羅斯的法律，入侵也被稱為侵略罪，儘管根據這些法律起訴存在程序障礙。本條目描述據稱俄羅斯違反的國際和國內法律規定，以及俄羅斯入侵的法律理由以及法律專家對這些理由的回應。俄羅斯入侵本身的合法性與個別政治官員或戰鬥人員是否犯有戰爭罪或危害人類罪非本條目的主題。

## 背景

### 頓巴斯戰爭
2014年3月，俄羅斯從烏克蘭吞併克里米亞。大約在同一時間，烏克蘭的頓涅茨克州和盧甘斯克州（統稱頓巴斯）發生親俄分離主義團體的抗議活動。俄羅斯利用這些抗議活動發起了針對烏克蘭的協調一致之政治和軍事行動。這些事件導致俄羅斯支持的分裂分子和烏克蘭軍隊在頓巴斯持續發生軍事衝突，在此期間，分裂分子控制的地區被組織成兩個準國家：盧甘斯克人民共和國和頓涅茨克人民共和國。這些自我宣布的政府不被俄羅斯以外的任何政府承認。

### 俄羅斯軍事行動的前奏
俄羅斯在2022年入侵烏克蘭之前進行了大規模的軍事集結。俄羅斯於2021年3月和2021年4月開始在其與烏克蘭邊境附近增加軍事基地。儘管俄羅斯政府一再否認其打算入侵烏克蘭，但美國政府於2021年12月公佈俄羅斯入侵計劃的情報，其中包括顯示在烏克蘭邊境附近的俄羅斯軍隊和裝備之衛星照片。隨著這些事件的發生，俄羅斯官員指責烏克蘭煽動緊張局勢、反俄並且壓制講俄語的人，同時還對烏克蘭、北約和非北約歐盟盟國提出多項安全要求。
2022年2月21日，俄羅斯總統弗拉基米爾·普京發表電視講話，質疑烏克蘭建國的合法性，並表示打算立即承認頓涅茨克和盧甘斯克的獨立。

### 入侵的開始和理由
2022年2月24日，普京再次發表講話，宣佈在烏克蘭開展「特別軍事行動」。普京聲稱，俄羅斯對烏克蘭的軍事干預是必要的，以「保護遭受烏克蘭政府虐待和種族滅絕的人民」，並「保護俄羅斯和我們的人民」。普京還表示，俄羅斯政府僅在兩天前正式承認的頓涅茨克人民共和國和盧甘斯克人民共和國在與烏克蘭政府的鬥爭中請求俄羅斯援助。俄羅斯「特別軍事行動」的既定目標包括「烏克蘭的非軍事化和去納粹化」。學者們譴責普京關於種族滅絕和將烏克蘭比作納粹國家的指控毫無根據。
普京發表講話後不久，烏克蘭政府報告在基輔、哈爾科夫和第聶伯羅以及與俄羅斯邊境的空襲和炮擊事件。烏克蘭總統弗拉基米爾·澤連斯基宣布戒嚴並呼籲進行總動員。衝突仍然繼續。

## 聯合國憲章
俄羅斯自1991年12月接管已解散的蘇聯席位以來，一直是聯合國的成員國。1945年的《聯合國憲章》規定了聯合國會員國可以合法訴諸戰爭或一般使用武力的條件（這一概念被稱為訴諸戰爭權）。從廣義上講，2022年俄羅斯入侵烏克蘭可被視為非法，因為它違反和破壞了《憲章》——可以說是最重要的國際法文件之一。

### 俄羅斯對烏克蘭使用武力的合法性
《聯合國憲章》第2條第4款規定，聯合國所有會員國「在其國際關係中，不得威脅或使用武力，或以與聯合國宗旨不符的任何其他管道，侵害任何國家的領土完整或政治獨立。」同樣，《憲章》第2條第3款要求所有成員國「以不危及國際和平、安全和正義的方式，以和平方式解決其國際爭端」。
許多國際法和外交專家認為，俄羅斯入侵烏克蘭違反了這些原則，即第2條第4款禁止對他國「使用武力」。如下所述，他們也普遍拒絕俄羅斯政府為入侵烏克蘭提供的官方法律理由。

### 正當防衛
俄羅斯辯稱，根據《聯合國憲章》第51條，其對烏克蘭使用武力是合法的，該條保留了聯合國成員國自衛免受「武裝襲擊」和進行「集體自衛」的權利。具體而言，俄羅斯聲稱可能對烏克蘭使用武力，以保衛俄羅斯承認為獨立國家的頓涅茨克人民共和國和盧甘斯克人民共和國。約翰·B·貝林格三世（John B. Bellinger III）、加布里埃拉·布魯姆 （页面存档备份，存于）（Gabriella Blum）、納茲·莫迪爾扎德 （页面存档备份，存于）（Naz Modirzadeh）和安東尼·德沃金 （页面存档备份，存于）（Anthony Dworkin）等國際法和外交政策專家批評了這一論點。
貝林格和德沃金認為，俄羅斯不能依靠自衛為理由，因為烏克蘭沒有威脅或攻擊任何其他國家。這四位學者還表示，即使烏克蘭一直在計劃襲擊頓涅茨克或盧甘斯克，俄羅斯也不能援引第51條的集體自衛條款，因為這些地區在國際法上不被承認為獨立的國家。斯坦福法學院的艾倫·韋納（Allen Weiner）提出了類似的論點，將俄羅斯的集體自衛論點以一個假設情況比喻，即一個自稱獨立的「德克薩斯共和國」的現代實體邀請外國政府出兵抗美。

### 種族滅絕／人道干涉理由
同樣，專家們拒絕了俄羅斯的論點，即出於人道主義理由，其入侵是正當的，以保護頓巴斯的俄語使用者。一些評論員質疑國際法（包括《聯合國憲章》和《防止及懲治危害種族罪公約》）是否甚至允許各國對另一個國家使用武力來糾正種族滅絕或侵犯人權的行為，因為人道干涉的合法性存在很大爭議。無論如何，俄羅斯入侵的人道主義理由被廣泛認為是一個藉口，沒有任何證據證明烏克蘭已經或正在對頓涅茨克和盧甘斯克的俄羅斯人實施任何可能構成種族滅絕之行為。

### 與西方在其他國家的干預措施的比較
俄羅斯還試圖通過將其行動與美國及其盟國在科索沃戰爭、伊拉克戰爭、利比亞危機和敘利亞內戰期間的干預相提並論來為其入侵烏克蘭辯護。這些比較被認為無關緊要而被駁斥，因為一種非法行為不會使另一種行為合法。例如，布魯姆和莫迪爾扎德教授評論說，「這些論點在任何法庭上都沒有多大分量」，因為「即使（它們）是真的，一種非法使用武力也不能證明另一種是正當的。」英格麗德·伍爾特（Ingrid Wuerth）教授同樣表示，俄羅斯的論點「在俄羅斯自身行為的法律或道德理由方面毫無根據」，儘管她同意俄羅斯的觀點，「其他強國破壞了國際法禁止使用武力和保護領土完整的規定」。
《美聯社》指出，北約對科索沃的干預是在阿爾巴尼亞族受到迫害的重要證據之後才發生的，而俄羅斯軍隊沒有此類證據表明烏克蘭存在虐待行為。然而，它也指出，這兩次干預都始於對鄰國少數民族迫害的虛假說法，而且俄羅斯族人害怕烏克蘭民族主義者。

### 聯合國對俄羅斯入侵的反應
2022年2月26日，俄羅斯否決了聯合國安理會的一項決議，該決議要求俄羅斯立即停止對烏克蘭的襲擊。中華人民共和國、印度和阿拉伯聯合酋長國投了棄權票；安理會其餘11個成員投票贊成該決議。幾天後，聯合國大會以141票對5票的壓倒性多數票通過了一項譴責俄羅斯入侵的決議，其中35個國家棄權。
除其他聲明外，大會決議呼籲俄羅斯遵守《聯合國憲章》和1970年《關於國家間友好關係和合作的國際法原則宣言》。《友好關係宣言》稱，協助另一個國家的叛亂組織將威脅目標國家之「領土完整」，各國有義務避免採取此類行動。

## 違反國際協議
入侵烏克蘭也可能違反了俄羅斯加入的國際協議，包括：
- 1975年《赫爾辛基最終法案》，其中蘇聯承諾不侵犯其他簽署國的「領土完整」，包括使用武力。俄羅斯和烏克蘭都是蘇聯解體的結果。
- 1994年《布達佩斯備忘錄》，其中俄羅斯、美國和英國同意「尊重烏克蘭的獨立和主權以及現有邊界」。
- 《明斯克協議》，這是由分離主義共和國和烏克蘭簽署的關於這些國家之間始於2014年衝突的停火協議[41]。
- 2003年《乌俄边界条约》

## 侵略罪
由於俄羅斯違反了《聯合國憲章》，而且不僅僅是一次輕微的邊境入侵，俄羅斯對烏克蘭的軍事干預已被法律專家認定為犯下《羅馬規約》第8條之2第1款規定的侵略罪，其定義為「就其性質、嚴重性和規模而言，構成明顯違反《聯合國憲章》的侵略行為。」
《羅馬規約》還規定，「法院不得對非《羅馬規約》締約國的侵略罪行使管轄權」。俄羅斯不是《羅馬規約》的締約國。鑑於俄羅斯的否決權及其與中華人民共和國的關係，而中華人民共和國也是安理會常任理事國，在目前的制度下，安理會將其提交國際刑事法院是極不可能的。數量空前的成員國將此事提交法庭，從而避免了國際刑事法院起訴的這一障礙。它可以在承認普遍管轄權侵略罪並允許缺席審判的國家起訴。除了侵略，俄羅斯還被指控犯有戰爭罪和危害人類罪，並違反國際法發動戰爭，不分青紅皂白地襲擊人口稠密地區並使平民遭受不必要和不成比例的傷害。

## 國內刑法下的入侵合法性
有評論指出，入侵烏克蘭除了違反國際法外，還違反了包括俄羅斯、烏克蘭、白俄羅斯和波蘭在內的國內刑法。例如，《俄羅斯刑法典》第353條禁止計劃、準備、啟動或發動侵略戰爭。烏克蘭（第437條）、白俄羅斯（第122條）和波蘭（第117條）的刑法典也有類似的禁令。任何尋求根據其國家法律提起訴訟的國家都需要對因入侵烏克蘭而引起的罪行擁有領土管轄權，或者允許普遍管轄權。國家豁免原則將成為起訴的另一個障礙。
根據國際刑法的普遍管轄權原則，調查在愛沙尼亞、德國、立陶宛、波蘭、斯洛伐克、西班牙、瑞典和瑞士展開。

## 正在進行的法律訴訟

### 國際法院
2022年2月下旬，烏克蘭在國際法院起訴俄羅斯。該訴訟駁回俄羅斯關於烏克蘭在頓巴斯進行種族滅絕的說法，並要求法院下達命令，要求俄羅斯立即停止在烏克蘭的軍事行動。它還指責俄羅斯「參與對烏克蘭的軍事入侵，涉及嚴重和廣泛侵犯烏克蘭人民的人權」。烏克蘭在訴訟中由科文頓和伯靈（Covington & Burling）律師事務所代理。
俄羅斯抵制了2022年3月7日就此案舉行的初步聽證會，後來又表示，由於烏克蘭訴訟的「荒謬性」，它沒有派人出席。國際法院表示，它將「盡快」決定烏克蘭申請要求停止敵對行動的緊急命令。
2022年3月16日，法院裁定俄羅斯必須「立即暫停其於2022年2月24日在烏克蘭境內開始的軍事行動」。法院在判決中以13比2裁決，俄羅斯法官基里爾·格沃吉安和中華人民共和國法官薛捍勤持反對意見。烏克蘭總統弗拉基米爾·澤連斯基稱讚該裁決是烏克蘭的徹底勝利，稱無視該命令將進一步孤立俄羅斯。

### 國際刑事法院
2022年2月28日，國際刑事法院宣布有意調查自2013年11月21日以來在烏克蘭發生的涉嫌戰爭罪和危害人類罪
國際刑事法院的正式調查於3月2日開始，國際刑事法院檢察官卡里姆·艾哈邁德·汗於2013年11月21日開始對烏克蘭過去和現在的戰爭罪、危害人類罪和種族滅絕罪指控展開全面調查。
國際刑事法院檢察官通常必須通過批准程序才能開始調查，這一過程可能需要數月時間，但在國際刑事法院成員國空前提出39項啟動程序要求後，烏克蘭的調查得以快速推進。
入侵違反了創建國際刑事法院的《羅馬規約》，並禁止「入侵或攻擊……或使用武力的任何吞併」。俄羅斯於2016年退出該規約，不承認國際刑事法院權威。但39個成員國正式將此事提交國際刑事法院，烏克蘭沒有批准該規約，但在2013年和2014年簽署了兩項接受國際刑事法院管轄權的聲明。
國際刑事法院還設立了一個在線門戶，供有證據的人聯繫調查人員，並派調查人員、律師和其他專業人員前往烏克蘭收集證據。

#### 起訴侵略罪的障礙
然而，將俄羅斯政治或軍事領導人因侵略罪受審至少存在兩個潛在障礙。首先，國際刑事法院不會缺席審判被告，這意味著必須找到一種方法將被指控犯罪的領導人帶到海牙。其次，如上所述，與國際刑事法院擁有管轄權的其他罪行不同，侵略罪只能針對國際刑事法院成員國的領導人提起訴訟，除非聯合國安理會作出轉介。俄羅斯不是國際刑事法院成員，擁有否決安理會決議的永久權力。
規避第二個限制的一種方法可能是組建一個特別的國際法庭來專門處理對烏克蘭的侵略罪。然而，有些人質疑這樣一個法庭的效用。克服這兩種限制的另一種選擇是將領導人置於大約20個國家的國內法院系統中接受審判，這些國家允許對侵略罪和缺席審判的普遍管轄權。

## 另見
- 2022年俄羅斯入侵烏克蘭的戰爭罪行
- 俄佔赫爾松
- 戰爭藉口
- 對鏡指責
- 伊拉克戰爭的合法性
- 戰爭與環境法